# Gobierno de la provincia de Tucumán
El Gobierno de la Provincia de Tucumán ejerce el poder sobre ésta provincia argentina.
El Artículo 5.º de la Constitución de la Nación Argentina reza: «Cada provincia dictará para sí una Constitución bajo el sistema representativo republicano, de acuerdo con los principios, declaraciones y garantías de la Constitución Nacional; y que asegure su administración de justicia, su régimen municipal, y la educación primaria. Bajo de estas condiciones, el Gobierno federal, garante a cada provincia el goce y ejercicio de sus instituciones.» (Constitución de la Nación Argentina, Artículo 5.º).
La Constitución de la Provincia de Tucumán fue sancionada el 6 de junio de 2006.

## Poder Ejecutivo
«El Poder Ejecutivo de la Provincia será ejercido por un ciudadano con el título de Gobernador. En las mismas elecciones se elegirá un Vicegobernador quien será el reemplazante natural.» (Constitución de la Provincia de Tucumán, Artículo 87).
«El Gobernador y el Vicegobernador duran cuatro años en sus funciones y podrán ser reelectos por un período consecutivo. El Vicegobernador, aun cuando hubiese completado dos períodos consecutivos como tal, podrá presentarse y ser elegido Gobernador y ser reelecto por un período consecutivo. Si el Gobernador ha sido reelecto para un segundo período consecutivo no puede ser elegido nuevamente, sino con el intervalo
de un período. Lo mismo resulta de aplicación para el cargo de Vicegobernador.» (Constitución de la Provincia de Tucumán, Artículo 90).

### Organización
- Gobernador[5]
  - Ministerio de Desarrollo Productivo
  - Ministerio de Desarrollo Social
  - Ministerio de Economía
  - Ministerio de Educación
  - Ministerio de Gobierno y Justicia
  - Ministerio de Interior
  - Ministerio de Salud Pública
  - Ministerio de Seguridad
  - Fiscalía de Estado

## Poder Legislativo
«El Poder Legislativo será ejercido por un Cuerpo denominado Legislatura compuesto de cuarenta y nueve ciudadanos elegidos directamente por el pueblo de la Provincia. Corresponderán diecinueve legisladores por la Sección I, doce legisladores por la Sección II, y dieciocho legisladores por la Sección III.» (Constitución de la Provincia de Tucumán, Artículo 44).

## Poder Judicial
«El Poder Judicial de la Provincia será ejercido: por una Corte Suprema y demás tribunales que estableciere la ley.» (Constitución de la Provincia de Tucumán, Artículo 110).